# Sanne Saerens Taasti
Sanne Saerens Taasti (født 25. marts 1972) er en dansk skuespiller.
Saerens Taasti, der er datter af Anker Taasti og Kirsten Saerens, blev uddannet fra Statens Teaterskole i 2000 og har siden 2001 været en del af det faste ensemble på Odense Teater. Privat er hun gift med skuespilleren Lars Simonsen.